# Чапчхэ

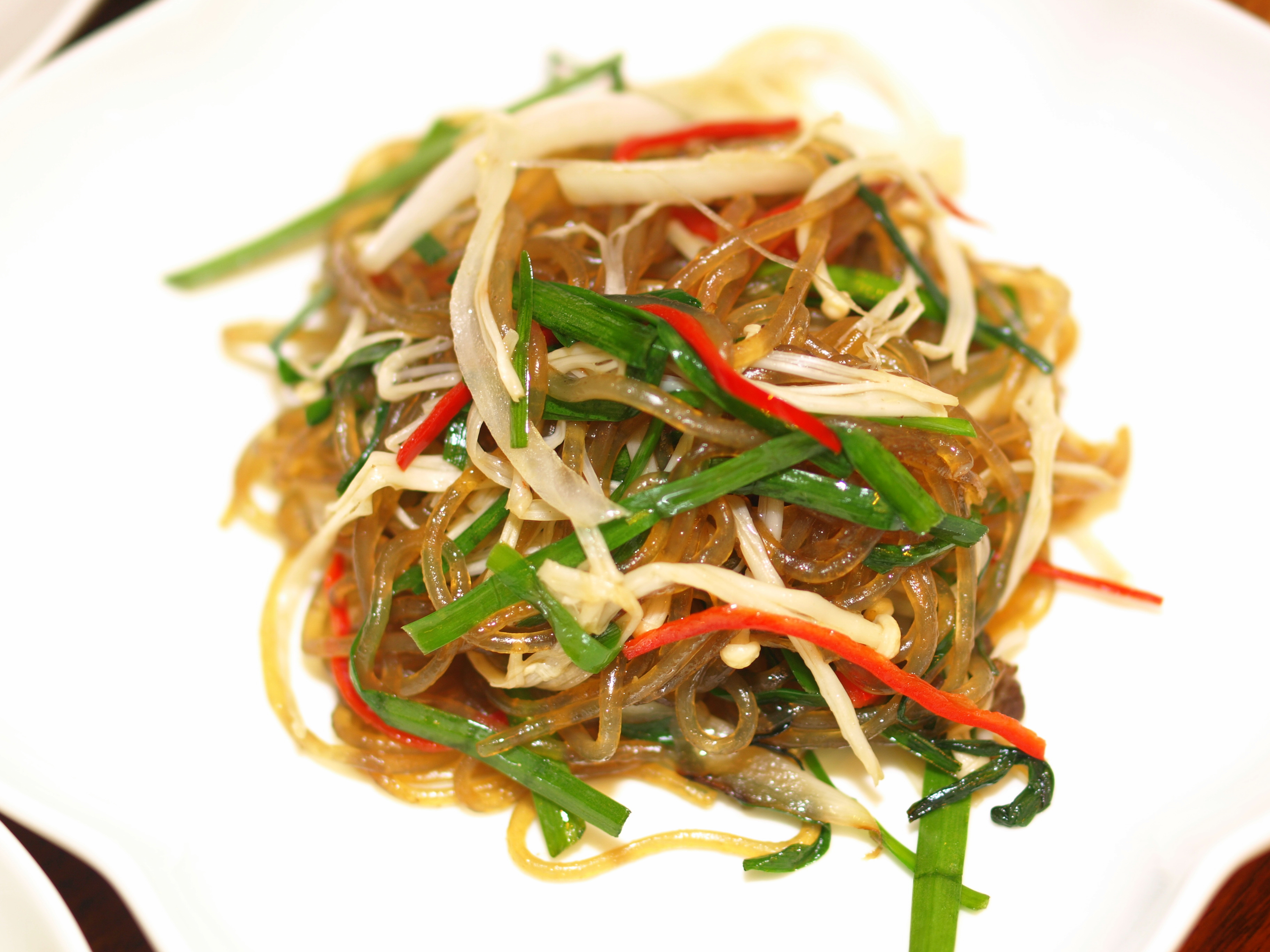

Чапчхэ, в просторечии чапче (кор. 잡채?, 雜菜? — «овощная смесь») — корейская праздничная закуска на основе крахмалистой лапши (куксу).
Бататовую или иную восточную лапшу (фунчозу) жарят с овощами, грибами и (или) мясом в раскалённом кунжутном масле, заправляют соевым соусом и посыпают семенами кунжута. Закуска может подаваться к столу как горячей, так и холодной. Часто сопровождает блюда из риса.
Чапчхэ — классическое блюдо корейской придворной кухни со времени императора Кванхэгуна, правившего в 1608—1623 годах.